# にっぽん丸

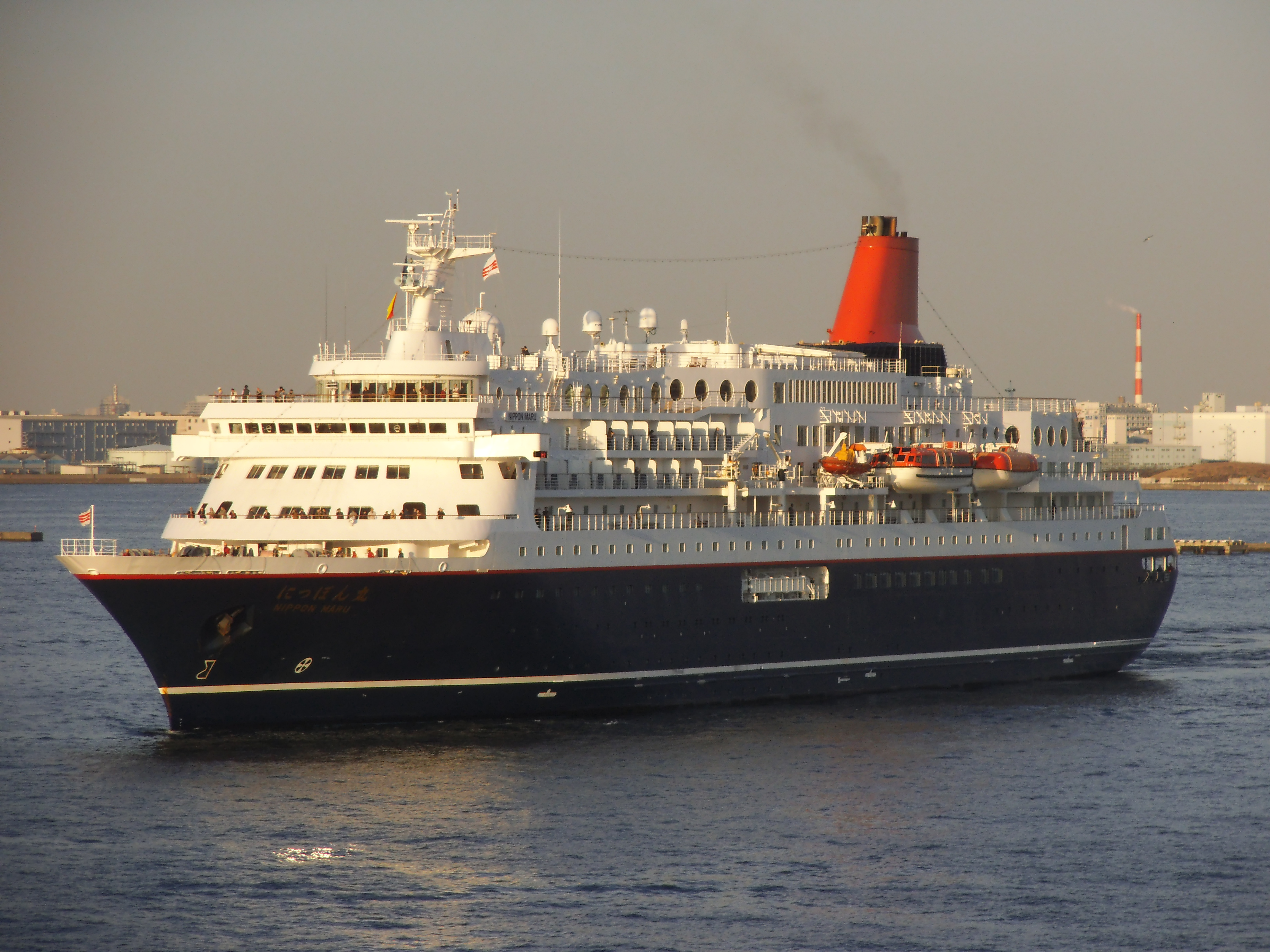
にっぽん丸(大改装後)2012年、横浜港で

にっぽん丸（にっぽんまる）は、商船三井クルーズが運航する外航クルーズ客船。内閣府が実施する青年国際交流事業「世界青年の船」と「東南アジア青年の船」でも使用されている。

## にっぽん丸（初代）
- 1958年竣工
- 総トン数 ： 10,770トン[2]
- 全長：145m[2]
- 幅：20.0m[2]
- 出力：9,000馬力[2]
- 定員：431人[2]
- 研修事業や観光クルーズに用いられていた見本市船「さくら丸」の売船に伴う代替船として、南米航路に就航していた商船三井客船保有のあるぜんちな丸（2代目）を1972年に貨物室を客室に転用するなどといった改装を実施[2]。青年の船友の会による公募で「にっぽん丸」と命名された[2]。
  - 船体を白に塗り替え研修船としての利用を想定した5つの研修教室・室内スポーツに対応した集会場の設定、客室の14室増設を施し定員を375名から431名とするとともに浄化装置の取り付けも行った[3]。

沿革
- 1972年2月18日 - 3月30日：三菱重工業神戸造船所にて改装工事[2]。
- 1972年4月5日 - 19日：東京発着神戸経由、香港・マニラへの行程で処女航海[2]。
- 1973年2月14日 - 5月13日：日本の客船では戦後初の世界一周クルーズを横浜発着で実施[4]、また同航海で最後の海路による南米移民285名を輸送[5]
- 1976年12月：老朽化に伴い2代目にっぽん丸が導入され、引退した[6][7]。
- 1977年、解体。

改装箇所
- バラストタンク増設
- 糞尿処理装置新設（洗浄水循環方式）
- 客室増設（4人部屋14室増）
- 教室・大集会所設置（アコーディオンカーテン分割式の小教室2室×2、大集会所兼室内体育場1室）
- エコノミー食堂拡張
- 露天運動場設置
- オーガナイザー事務室設置
- 便所・電話機増設、救命艇設置
- 船員区画冷房・レクリエーション室設置

## にっぽん丸（2代目）
- 1962年にユーゴスラビアの造船所にてブラジルの客船「Rosa da Fonseca」として竣工、ブラジル沿岸のマナウス - ブエノスアイレス航路に就航。なお、姉妹船の「Anna Nery」も本船と同様に後にクルーズ船に改装された。
- 1975年7月には三井造船玉野造船所にて改装を受け、パナマ船籍で商船三井客船が定期用船する形で8月より「セブンシーズ」として運航[8]、その後1977年に2代目にっぽん丸として運航を開始した[6]。
- 1990年、3代目にっぽん丸の導入に伴い、引退した[7]。
- 引退後、インドネシアに売船され、「Athirah」として活躍した後、1998年、インドのアラングにて、解体された。

### 船内設備
Cデッキ
- Cクラス客室
  - 専用シャワー・トイレ付4名×7室
  - 共用シャワー・トイレ付4名×21室・2名×1室
- 診療所

Bデッキ
- Bクラス客室
  - B2客室：共用シャワー・トイレ付2名×11室、3名×2室
  - B4客室：共用シャワー・トイレ付4名×37室
- 洗濯室

Aデッキ
- Aクラス客室（共用シャワー・トイレ付3名×20室、4名×32室）
- 洗濯室
- 事務局
- 自動販売機コーナー
- 印刷室
- 食堂
- 講堂

プロムナードデッキ
- Sクラス客室（専用シャワー･トイレ付2名×24室）
- デラックス客室（専用シャワー･トイレ付2名×2室）
- 案内所
- 事務長室
- 事務室
- 食堂
- 理容室
- 美容室
- 売店

ボートデッキ
- ラウンジ
- サロン
- バー（2か所）
- 図書室
- 談話室
- 遊戯室
- ベランダ
- プール

ブリッジデッキ
- ベランダ

## にっぽん丸（3代目・現にっぽん丸）
2代目にっぽん丸に代わる客船として、1990年に三菱重工業神戸造船所で建造された。1990年3月に三菱重工業神戸造船所で進水式が執り行われ、紀宮清子内親王による「にっぽん丸」命名と支綱切断が行われ、1990年9月27日に竣工した。その後新造船2隻の建造計画や、「シーボーン・ソジャーン」の買船に伴い、2026年5月8日から10日にかけての横浜港発着のクルーズ「にっぽん丸ファイナルクルーズII」をもっての引退を予定する。

### 設計
1989年に就航した多目的客船「ふじ丸」を元にクルーズ要素により力点を置き個人レジャークルーズにも対応できる仕様として、航海速力20ノットから12-13ノットの低速域まで経済的運航を考慮したものとした。公室はふじ丸が乗り込み口レベルに水平配置する下方水平配置だったものを本船は船尾よりの上下配置となるハイブリッド式を採用した。外観はオーソドックスさを基調にスピード感あふれる軽快さに力点が置かれている。

### 船内設備（2022年改装後）
- 地下1階
  - テンダーゲート

- 1階
  - クリニック（診療所）
  - スタンダードステートルーム（18室）

- 2階
  - メインエントランス
  - フロントデスク
  - クルーズサロン
  - メインダイニングルーム「瑞穂」 - 初代ぶらじる丸の一等食堂をモチーフとした内装[14]。
  - スモーキングラウンジ
  - スーペリアツインルーム（25室）

- 3階
  - フォトショップ「ドルフィン」
  - ツアーデスク
  - 大浴場「グランドバス」
  - 自動販売機
  - セルフランドリー
  - スーペリアツインルーム（54室）
  - コンフォートステートルーム（22室）

- 4階
  - プロムナードデッキ
  - ドルフィンホール
  - ドルフィンバー
  - スーペリアツインルーム（通常42室・車椅子対応2室・コンセプトルーム1室）
- 5階
  - カードルーム
  - eカフェ＆ライブラリー
  - ブティック「アンカー」
  - ショップ「ブイ」
  - ドルフィンラウンジ
  - カジノラウンジ「ビギナーズラック」
  - コンファレンスルーム
  - デラックスルーム
    - デラックスベランダ（14室）
    - デラックスツイン（2室）
    - デラックスシングル（6室）

  - オーシャンビュースイート（2室）
  - ビスタスイート（2室）
- 6階
  - ラウンジ「海」
  - マーメイドシアター
  - ミッドシップバー
  - オーシャンダイニング「春日」 - あるぜんちな丸の一等食堂をモチーフとした内装[14]。夕食時のみスイート・デラックス乗客を対象に営業。
  - 寿司バー「潮彩」
  - 操舵室
  - 無線室
  - グランドスイートルーム（2室）
  - ビスタスイートルーム（4室）
  - ジュニアスイートルーム（3室）

- 7階
  - ホライズンラウンジ＆ホライズンデッキ
  - ホライズンバー
  - スパ＆サロン
  - オアシススタジオ＆ジム
  - リドテラス
    - リドバー&グリル

  - プール(全天候天井開閉式）
  - スポーツベランダ
    - スポーツバー
    - スポーツデッキ

- 8階
  - サンデッキ（ウォーキングトラック）

### 改装
- 2001年1月（第1回改装）
  - ステートルームの内装を一新

- 2001年12月（第2回改装）
  - スイートルーム・デラックスルームの内装を一新
  - 2階エントランスホール、エレベーター内、及び各階エレベーターホールの内装を一新
  - CSデジタル放送受信設備を新設

- 2003年2月（第3回改装）
  - 6階ピアノラウンジをベランダと一体化してラウンジ「海」に改装
  - 6階マーメイドサロンをカジノサロンに改装
  - 2階ダイニングルーム「瑞穂」の内装を一新し、座席数を増加
  - 5階ブティック「アンカー」の内装を一新
  - 5階ショップ「ブイ」を、スポーツマッサージやネイルケアのためのリラクゼーションサロンに変更
  - 2階のフィットネスセンターに替え、7階スカイベランダにフィットネスコーナーを設置
  - スイートルーム・デラックスルームのトイレにウォッシュレットを設置
  - 全客室・主要公室に水噴霧式消火装置を設置

- 2006年1月（小改装）
  - ステートルームのトイレにウォッシュレットを設置
  - 2階エントランススペースを分煙化、喫煙コーナーを設置

- 2009年11月〜2010年2月（第1回大改装）[17]
  - 客室を18室増設、デラックス仕様へ変更
  - 上級客室25室へのバルコニーの新設
  - ステートルームAの内装を一新
  - 非接触型ICカードキーシステム導入
  - プレミアムダイニング、寿司コーナー、スパ（既存施設の統合）、ビスタラウンジ、ウッドデッキの新設
  - バーの増設
  - スポーツジムの拡充
  - 新型テンダーボートの搭載、及びこれに伴う乗降口の新設
  - 船体のカラーを白一色から、濃紺と白のツートンカラーに塗り替え

- 2020年2月～4月（第2回大改装）[18][14][19][13]
  - デザインコンセプト「海の女神の復活」「オーシャンビュー」
  - 供食設備強化「にっぽん丸SHOWCASE」
    - メインダイニング瑞穂に大型モニター設置
    - eカフェ&ライブラリーにフローリング張り・可動椅子テーブル・コーヒーサービス設置
    - リドテラスに可動式グリルテーブル設置

  - 5階ネプチューンバーを移設、7階茶室「吉野」を廃止し「ホライズンバー」に変更
  - 新客室設置
    - 6人定員スーペリアスイート「コンセプトルーム」1室新設、4階ビスタスポット廃止
    - 「オーシャンビュースイート」2室新設、ネプチューンバー廃止
    - 「ビスタスイート」2室新設、船首側デラックスベランダ・ツイン各2室廃止

  - 全室へのWi-Fi環境整備
  - 内装設備のリニューアル
  - 主要機器を環境に配慮したものに交換
  - 安全対策の強化
  - 乗組員個室の増加
- 2022年2月改装[20]
  - ステートルーム全面改装
    - 室内コンセプト「モダンラグジュアリー」
    - プルマンベッド廃止
    - TOTO製ユニットバス導入
    - USBコンセント導入

### 撮影
- 『富豪刑事デラックス』（朝日放送）（「プリンセス美和子号」の設定）
- 『喰いタン2』（日本テレビ）（主人公:高野聖也〈東山紀之〉がイタリアから横浜に帰国するときに乗ってきた。）
- 映画『名探偵コナン 水平線上の陰謀』（エンドロール部分）
- テレビCM『コナカ・ドナートヴィンチ編』（空撮）
- 『ドクターX〜外科医・大門未知子〜』（テレビ朝日）（第1期の最終回で大門未知子〈米倉涼子〉が出国するのに乗船。急患が発生し治療する。）
- 『バカリズムの30分ワンカット紀行』（BSテレ東）（第76回 豪華客船「にっぽん丸」をワンカット撮影）
- 『日本⇒インド洋!27000km!巨大客船に乗せてもらいましたSP』（テレビ東京）（2022年12月15日 - 2023年1月31日運航「にっぽん丸で航く モーリシャスプレシャスクルーズ～インド洋を巡る 楽園の船旅～」にて同乗取材。）

### テンダーボート

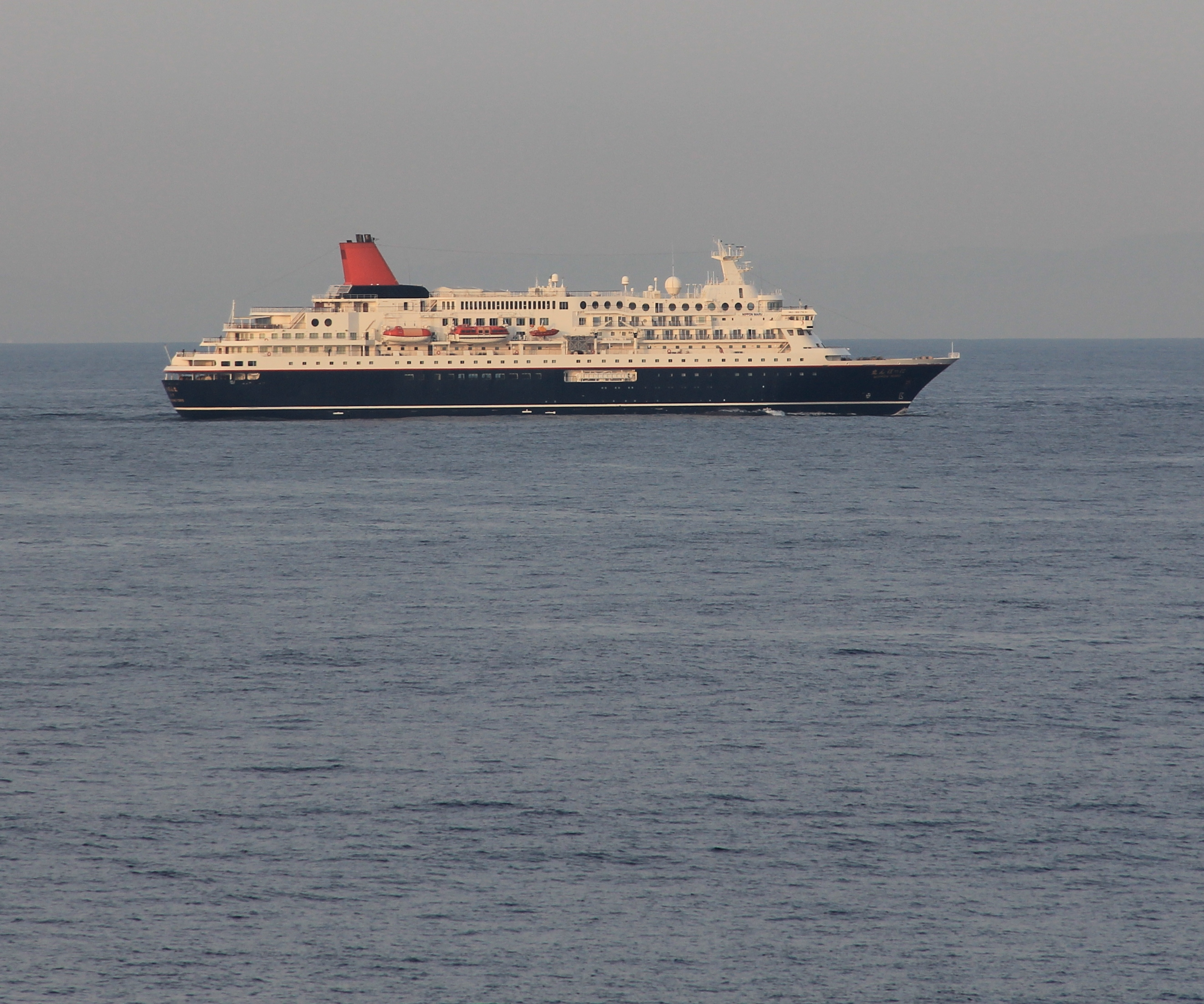
三陸沖　太平洋フェリーきそ　船上より

にっぽん丸に付属した初代のテンダーボートは、かつて独自の名前がつけられていた。右舷側が「あさなぎ」、左舷側が「ゆうなぎ」である。このテンダーボートは日本のクルーズ客船では珍しく、救命艇機能を有さないものであり、そのために漁船に近いフォルムであった。
大改装の際、上級客室へのベランダ設置のため、救命艇を大型化して数を減らすこととなり、この際両側各一艇がテンダーボートの役割を兼ねるため、両船ともにっぽん丸のテンダーボートとしての任務を離れた。救命艇はこの際廃船となったが、「あさなぎ」「ゆうなぎ」は売却されることとなった。
その後、「あさなぎ」は関東周辺を中心に沿海遊覧船事業を営む「ベルクルーズ」に買い取られた。同船は遊覧船「ゆ〜みんアルファ2」に改装されて熱海での遊覧船事業に使用された。その後後継船「ゆ〜みんジャック」の登場により大洗に移籍し、遊覧船「ゆ〜みんパイレーツ」として引き続き使用されている。一方の「ゆうなぎ」は築地川に留置されている。

### 事故・アクシデント
グアム岸壁接触事故
2018年12月30日現地時間21時13分27秒ごろ、「ニューイヤー グアム・サイパンクルーズ」催行中のにっぽん丸は、グアム島アプラ港出港に際し港口に向けて左回頭中、離岸した岸壁の対岸にある米海軍の係船施設に船尾を衝突させた。この事故での死傷者は無し、船は右舷及び左舷船尾の外板に破口、桟橋のドルフィン (係留施設)を破損した。
ニューイヤークルーズは中止、乗客419名のうち病気・付添の2名を除く全員が2019年1月3日までに空路で帰国した。米海軍のデルタ桟橋修繕には300万ドルが必要と見積もられた。
事故時、船長は左舷ウイングにて前・後進及び船尾を左右に振る動きを制御するジョイスティックを操作していた。このとき、右舷側一杯に倒すべきジョイスティックを誤って船尾側一杯に倒し、船が後進したことが操船上の事故原因である。
先にウイングに出た水先人が船長が普段立つ場所にいたため船長はいつもとは異なる立ち位置で操船を行った。
ウイングにいる水先人と操船補佐の航海士、および船尾配置の航海士から、船が後進して対岸に近づいているとの情報や再三の前進操作の進言があるなか、船長は自分の手元や舵角・可変ピッチプロペラの翼角等を示す船外表示器を見ず、誤った操作を続けた。
衝突25秒前には航海士が介入して船首側一杯にジョイスティックを倒したが、船長は無言で船尾側一杯にジョイスティックを戻した。
事故後の再発防止策として、方向の錯誤防止のため、ジョイスティックスタンド上の方向表示や、操船者の立ち位置の床面表示などが実施された。
また事故後に米国沿岸警備隊が船長のアルコール検査を行ったところ呼気換算で日本の基準を超える濃度を検出し、船長は「気持ちを落ち着かせるために事故後に飲酒した」と証言している。事故前は、離岸3時間前の18時頃まで飲酒していた。これは当直開始4時間前以降の飲酒を禁ずる社内規定に違反する。量はアルコール度数9%のウイスキーソーダ350mlを1缶と度数6%ウイスキーソーダ350ml缶約半分。船長に酒気を感じたとの乗組員証言はなかったが、水先人は事故発生後にアルコールのにおいに気付いている。運輸安全委員会は操船開始時点で体内のアルコールが代謝されていたかは判定困難と結論した。
事故後本船は2019年1月14日に日本に戻り三菱重工業本牧工場にて修理後、1月28日の内閣府「世界青年の船」チャータークルーズから運航を再開した。